# Kod da Vinci (gra komputerowa)
Kod da Vinci (z ang. The Da Vinci Code) — gra wideo bazująca na powieści Dana Browna Kod Leonarda da Vinci, wydana na platformy PlayStation 2, Xbox i Microsoft Windows. Gra nie jest powiązana z filmem, więc postacie w grze nie przypominają tych, znanych z adaptacji filmowej.
Kod da Vinci to trzecioosobowa przygodowa gra akcji. Jej fabuła oparta jest na książce o tym samym tytule i zawiera kilka elementów, które nie występują ani w powieści, ani w filmie. Gra została zaprezentowana na targach E3 w Los Angeles 10 maja 2006 r. Została stworzona przez The Collective i wydana 15 maja 2006 r. przez 2K Games.
Celem w grze jest odnalezienie Świętego Graala. Aby to osiągnąć, gracz musi zbierać wskazówki, rozwiązywać łamigłówki i omijać lub pokonywać przeciwników.

## Tworzenie gry
Według głównego artysty gry, Davida Roberta Donatucciego, tworzenie gry rozpoczęło się na początku 2005 r.

## Odbiór gry
Gra została odebrana przez krytyków raczej w większości kiepsko. Krytykowana była za słabą realizację i zabugowaną rozgrywkę. BBC News powiedziało o grze, że jest to frustrująca adaptacja z niekończącymi się scenami dialogowymi i niejednolitą rozgrywką.(...) Większa część gry to bezwiedne poruszanie się po kościołach, galeriach sztuki i majestatycznych domach. GameSpy nazwał grę kiepską próbą zarobienia pieniędzy na udanej serii o kiepskiej oprawie i frustrującym systemie walki. W czasopiśmie CD-Action gra otrzymała ocenę 4/10 i została opisana jako gra o kiepskim interfejsie i braku logiki w fabule.